# Crkva sv. Mihovila u Velikom Brdu
Crkva sv. Mihovila u selu Velikom Brdu, područje Grada Makarske, zaštićeno kulturno dobro.

## Opis dobra
Crkva sv. Mihovila nalazi se na putu prema zaseoku Žlib-Baškovići. Barokna crkva iz 17. st. pregrađena je 1873. godine, kada je na njenom mjestu podignuta današnja crkva. To je jednobrodna svođena građevina pravokutnog tlocrta s kvadratičnom apsidom. Na zapadnom pročelju je ulaz u kamenim pragovima, nad njim okrugla prošupljena rozeta i ploča s natpisom, u kojem se spominje gradnja crkve 1873.g., a u zabatu dvodijelna preslica s vjetrokazom i jednim zvonom. U crkvi je kameni oltar s drvenim antependijem i palom Michele Ottonija koja prikazuje titulara crkve sv. Mihovila, s datacijom 1684. i 1884. kada je oltar popravljen.

## Zaštita
Pod oznakom Z-4884 zavedena je kao nepokretno kulturno dobro - pojedinačno, pravna statusa zaštićena kulturnog dobra, klasificirano kao "sakralna graditeljska baština".